# Вильгельм IV (герцог Баварии)
Вильгельм IV (нем. Wilhelm IV. Herzog von Bayern; 13 ноября 1493 года, Мюнхен — 7 марта 1550 года, Мюнхен) — герцог Баварии в 1508—1550 годах. В 1514—1545 годы правил совместно со своим младшим братом Людвигом X.

## Биография
Родился 13 ноября 1493 года в семье герцога Баварии Альбрехта IV и его жены Кунигунды Австрийской, которая принадлежала к династии Габсбургов. В 1508 году после смерти отца, стал герцогом Баварии.
Отец Вильгельма — Альбрехт IV, установил порядок наследования престола в 1506 году. Однако младший брат Вильгельма — Людвиг (Людвиг X) не захотел становиться священником, аргументируя это тем что он родился до того, как указ вступил в силу. Он обратился к императору Максимилиану I, и при его посредничестве в 1514 году было достигнуто соглашение. Людвиг получил в управление четверть территории Баварии — Ландсхут и Штраубинг, с титулом герцога. В дальнейшем оба брата поддерживали между собой нормальные отношения.
В начале Вильгельм одобрял идеи Реформации, однако, став более популярным в народе и под влиянием Леонарда фон Экка, отверг их. В 1521 году Вильгельм IV и Людвиг X объявили об императорском Вормсском эдикте, запрещавшем издание и распространение трудов Мартина Лютера. До этого времени преследования последователей Мартина Лютера в Баварии запрещались. После установления союза с Папой Римским Климентом VII, 1524 году Вильгельм стал политическим лидером контрреформации в Германии, хотя он вражески относился к Габсбургам. В 1525 году Вильгельм вместе со своим братом Людвигом X выиграли один из боев Крестьянской войны в Южной Германии.
Конфликт с Габсбургом закончился в 1534 году, когда оба герцога достигли соглашения с Фердинандом I в Линце. В 1546 году Вильгельм поддержал императора Карла V в его борьбе против Шмалькальденского союза.
Скончался 7 марта 1550 года.

## Семья
В семье Вильгельма IV Баварского и Марии Якобы Баденской родились три сына и дочь.
- Теодор фон Виттельсбах (1526—1534);
- Альберт V фон Виттельсбах (1528—1579), герцог Баварский, женился на Анне Австрийской.
- Вильгельм фон Виттельсбах (1529—1530);
- Мехтильда фон Виттельсбах (1532—1565), вышла замуж за маркграфа Филиберта Баденского.

## Культурологическая деятельность
- 23 апреля 1516 года Вильгельм IV и Людвиг X совместно издали всебаварский «Закон о чистоте» (Райнхайтсгебот), регламентировавший производство пива в Баварии. С 1906 года он регулирует пивоварение по всей Германии.
- Вильгельм IV был собирателем художественных произведений. Значительная часть его коллекции хранится в Старой пинакотеке в Мюнхене.